# Đậu mèo Thái Lan
Mucuna thailandica là một loài thực vật có hoa trong họ Đậu. Loài này được Niyomdham & Wilmot-Dear miêu tả khoa học đầu tiên.